# 西非短刺魨
西非短刺魨為輻鰭魚綱魨形目四齒魨亞目二齒魨科的其中一種，為熱帶海水魚，分布於東大西洋區，從茅利塔尼亞至安哥拉海域，棲息深度可達100公尺，體長可達25公分，棲息在沙泥底質海域，以有硬殼的軟體動物等為食，生活習性不明。

## 扩展阅读
維基物種上的相關：西非短刺魨